# Meczet Al-Dżazzara
Meczet Al-Dżazzara (arab. مسجد الجزار, Masdżid al-Dżazzar) – największy meczet na Starym Mieście Akki, na północy Izraela. Poza Jerozolimą jest to największy meczet w Izraelu.

## Historia
Meczet Al-Dżazzara został wybudowany w 1781 roku przez Dżazzara Paszę, który zasłynął z realizacji licznych projektów budowlanych na Starym Mieście Akki. Wzniesiono go na ruinach kościoła św. Krzyża z czasów krzyżowców. Meczet znajduje się w bezpośrednim sąsiedztwie cytadeli i starego saraya. Pierwotnie posiadał on srebrno-białą kopułę, i z tego powodu był nazywany Masdżid al-Anwar (pol. Wielkiego Światła). Później kopułę przemalowano na zieloną, ale wcześniej błyszczała z wielkiej odległości i dominowała panoramę całej Akki.

## Architektura
Meczet wybudowano w klasycznym stylu osmańskim, w którym widoczne są wpływy stylu bizantyjskiego i perskiego. Jest to pojedynczy budynek otoczony arkadowym dziedzińcem. Po jego północno-zachodniej stronie wznosi się smukły, strzelisty minaret, na którego szczyt prowadzą schody o 124 stopniach. W letnie upalne dni dziedziniec służy wiernym do modlitwy. Znajduje się na nim fontanna używana do rytualnego obmywania twarzy, szyi, rąk i stóp przed modlitwą. Meczet jest przykryty zieloną kopułą. Budynek wzniesiono z bogato zdobionego marmuru. Wnętrze jest nieregularnym czworobokiem. Wewnątrz po prawej i lewej stronie znajdują się galerie dla kobiet. Centralne środkowe miejsce przeznaczone jest dla mężczyzn.
Po prawej stronie znajduje się niewielkie mauzoleum i cmentarz, na którym pochowano Dżazzara Paszę i jego następcę Sulejmana Paszę, z ich rodzinami.

## Nabożeństwa
Meczet jest czynny i służy miejscowej ludności muzułmańskiej do regularnych modlitw (pięć razy dziennie). Podczas modlitw nie wolno zwiedzać meczetu i należy poczekać na ich zakończenie (około 20 minut).